# Marian Gruber
Marian Christof Gruber OCist (* 10. März 1961 in Neunkirchen) ist ein österreichischer Priestermönch des Zisterzienserstiftes Heiligenkreuz und Philosoph.

## Leben
Er besuchte die Gymnasien der Redemptoristen in Katzelsdorf und der Salesianer Don Boscos in Unterwaltersdorf und die  Handelsschule in Baden bei Wien. Nach der Matura 1983 trat er in Heiligenkreuz ein. Seit 1985 beschäftige er sich mit Wertephilosophie in Zusammenarbeit mit dem Internationalen Institut „STUDIA“ in Laxenburg. Seit 1982 ist er Vorstandsmitglied der Gesellschaft für Christliche Gesellschaftslehre und Politik in Wien. Das Studium (1984–1988) an der Hochschule Heiligenkreuz schloss er als Magister Theologiae ab. An der Grund- und Integrativwissenschaftlichen Fakultät der Universität Wien studierte er von 1988 bis 1992. Er war Kaplan in Wiener Neustadt, Kaplan in Podersdorf und Kirchenrektor von Gols. 1991 wurde er zum Dr. theol. an der Universität Wien promoviert, 1997 folgte die Promotion in Philosophie zum Dr. phil. Von 1992 bis 2008 war er Pfarrer von Mönchhof von 2008 bis 2015 Moderator von Trumau. Seit 2000 lehrt er als Professor für Logik und Erkenntnistheorie an der Hochschule Heiligenkreuz, wo er seit 2007 auch Institutsvorstand des Institutes für Philosophie ist. Gruber wirkt als Pfarrmoderator in den Pfarren der Diözese St. Pölten Maria Lourdes und Viehofen.

## Schriften
- Metaprinzip der Komplementarität. Heiligenkreuz 1987 (zugleich Diplomarbeit, Heiligenkreuz 1987).
- Im Schatten des Wissens : (Koh 7,12). Annäherung an die Wahrheit des Sollens, sprachanalytischer Versuch. Synthese des ganzheitlichen Denkens und seine Anwendung (= Internationale theologische Studien, Bd. 3). ITS, Sittendorf bei Wien 1998, ISBN 3-901327-02-9.
- mit Imre Koncsik und Wolfgang Wehrmann: Die Wahrheit im Zeitalter interdisziplinärer Umbrüche (= Heiligenkreuzer Schriftenreihe Dies academicus, Bd. 1). Lang, Frankfurt u. a. 2010, ISBN 978-3-631-59051-5.
- mit André Derndarsky, Wolfgang Kammerer, Alois Wimmer und Wolfgang Wehrmann: Kritische Studie zur Evolutionstheorie. Paradigmenkritik der Evolutionstheorie aus neuerer interdisziplinärer Sicht (= Heiligenkreuzer Schriftenreihe Dies academicus, Bd. 3). Lang, Frankfurt u. a. 2014, ISBN 3-631-65022-1.
- als Herausgeber: Diktatur des Relativismus. Der Kampf um die absolute Wahrheit für die Zukunft Europas. Be&Be, Heiligenkreuz im Wienerwald 2014, ISBN 978-3-902694-58-4.
- als Herausgeber mit Wolfgang Wehrmann: Primat des Logos vor dem Ethos. Festschrift anlässlich des 40-jährigen Priesterjubiläums von P. Bernhard Vošicky OCist (= Heiligenkreuzer Schriftenreihe Dies academicus, Bd. 4). Lang, Frankfurt u. a. 2015, ISBN 3-631-66617-9.